# Gray (unità di misura)
Il gray (simbolo Gy) è l'unità di misura della dose assorbita di radiazione del sistema internazionale.
Un'esposizione di un gray corrisponde a una radiazione che deposita un joule (definito come 1 kg·m²/s²) per chilogrammo (simbolo: kg) di materia (sia tessuti biologici sia qualsiasi altra cosa).
Il gray fu definito nel 1940 da Louis Harold Gray, da cui prende il nome.
Il gray ha sostituito la vecchia unità, il rad; vale la relazione 100 rad = 1 Gy.
Dimensionalmente si ha:
{\displaystyle \mathrm {Gy={\frac {J}{kg}}={\frac {m^{2}}{s^{2}}}} }.

## Multipli e sottomultipli
Il sottomultiplo più comune del Gy è il mGy (milligray).
Conserva una sua utilità il cGy (centigray) in quanto numericamente uguale al rad, unità del Sistema CGS non più in uso.